# James Black (Schauspieler)
James R. Black (* 3. April 1962 in Lima, Ohio) ist ein US-amerikanischer Schauspieler und ehemaliger Footballspieler. Bekannt wurde er durch eine kleine Nebenrolle in Out of Sight und als Michael Hailey in Burning Zone – Expedition Killervirus.

## Leben
James Black spielte College Football an der University of Akron und machte seinen Abschluss in Musik. Später unterschrieb er einen Vertrag bei den Cleveland Browns. Seine Karriere in der NFL war nur von kurzer Dauer, da er sich eine Knieverletzung zuzog.
Danach begann er mit der Schauspielerei. Er hatte kleinere Rollen unter anderem im Film Highway Heat und Gastrollen in verschiedenen Serien wie Walker, Texas Ranger und Nash Bridges, bevor er eine der Hauptrollen in der Serie Burning Zone – Expedition Killervirus annahm. Später spielte er in Six Feet Under – Gestorben wird immer und in der Telenovela Fashion House.

## Filmografie (Auswahl)

### Filme
- 1991: A Triumph of the Heart: The Ricky Bell Story
- 1992: Maximum Impact
- 1994: Highway Heat (The Chase)
- 1998: Out of Sight
- 1998: Star Force Soldier (Soldier)
- 1998: Godzilla
- 1998: Die ersten 9 1/2 Wochen (The First 9 1/2 Weeks)
- 1999: Universal Soldier – Die Rückkehr (Universal Soldier – The Return)
- 2000: Stop It, You’re Killing Me
- 2002: Love and a Bullet
- 2004: In Your Eyes
- 2005: One More Round
- 2006: Restraining Order
- 2007: Agenda
- 2011: Detention – Nachsitzen kann tödlich sein (Detention)
- 2012: The Phoenix Rises
- 2015: Why She Cries
- 2015: The Man in 3B
- 2016: Better Criminal
- 2016: Legends of the Hidden Temple
- 2017: The Preacher’s Son
- 2017: Boosters
- 2018: The Choir Director
- 2019: After We Leave
- 2020: My Brothers’ Crossing
- 2021: Writing Around the Christmas Tree
- 2022: Uncommon Negotiator (Kurzfilm)
- 2023: Lethal Legacy
- 2024: Cricket
- 2024: Restitution

### Fernsehserien
- 1995: Walker, Texas Ranger (Folge 3x16)
- 1996: Babylon 5
- 1996: Space 2063 (Space: Above and Beyond, Folge 1x05)
- 1996: Pacific Blue – Die Strandpolizei (Pacific Blue, Folge 1x03)
- 1996–1997: Burning Zone – Expedition Killervirus (Burning Zone, 19 Folgen)
- 1998: Nash Bridges (Folge 3x18)
- 1999: Pretender (The Pretender, Folge 4x02)
- 1999–2008: Hausmeister Stubbs (The PJs, 28 Folgen)
- 2001: JAG – Im Auftrag der Ehre (JAG, Folge 7x03)
- 2001: Will & Grace (Folge 4x04)
- 2003: Strong Medicine: Zwei Ärztinnen wie Feuer und Eis (Strong Medicine, 2 Folgen)
- 2003: Navy CIS (NCIS, Folge 1x07)
- 2004: Charmed – Zauberhafte Hexen (Charmed, Folge 6x13)
- 2004: Six Feet Under – Gestorben wird immer (Six Feet Under, Folgen 4x02–4x08)
- 2006: The Closer (Folge 2x01)
- 2006: Fashion House (22 Folgen)
- 2006–2007: All of Us (5 Folgen)
- 2007: CSI: NY (Folge 3x19)
- 2008: Criminal Minds (Folge 4x05)
- 2008: Bones – Die Knochenjägerin (Bones, Folge 3x11)
- 2009: Burn Notice (Folge 2x14)
- 2010: Southland (Folge 2x06)
- 2011: Desperate Housewives (Folge 7x22)
- 2012, 2013: Dr. Dani Santino – Spiel des Lebens (Necessary Roughness, Folgen 1x09, 2x15)
- 2012: CSI – Den Tätern auf der Spur (CSI: Crime Scene Investigation, Folge 12x12)
- 2012–2014: Anger Management (45 Folgen)
- 2013: Castle (Folge 5x11)
- 2014: Navy CIS: L.A. (NCIS: Los Angeles, Folge 6x06)
- 2015: Scorpion (Folge 1x14)
- 2015: Rizzoli & Isles (Folge 6x07)
- 2016: Lady Dynamite (Folge 1x08)
- 2017: Navy CIS: New Orleans (NCIS: New Orleans, Folge 3x12)
- 2017: Lethal Weapon (Folge 1x16)
- 2018–2024: Family Business (26 Folgen)
- 2019–2021: All American (5 Folgen)
- 2020: Sydney to the Max (Folge 2x11)
- 2020: Zeit der Sehnsucht (Days of Our Lives, 3 Folgen)